# Save Up All Your Tears
Save Up All Your Tears är en rocklåt skriven av Desmond Child och Diane Warren som från början spelades in av Bonnie Tyler och finns med på hennes album Notes from America från 1988. Senare hade Cher en mindre hit med låten, från albumet Love Hurts 1991.